# Drosophila mutica
Drosophila mutica är en tvåvingeart som beskrevs av Masanori Joseph Toda 1988. Drosophila mutica ingår i släktet Drosophila och familjen daggflugor.
Artens utbredningsområde är Myanmar.